# 일요시사 (신문)
일요시사는 대한민국의 신문이다. 1993년 11월에 시사번영으로 창간해 1996년 5월에 일요시사로 제호를 변경했다.

## 주요 기사
- 버닝썬 게이트의 김상교씨를 인터뷰한 기사 (2018년 12월 외)[2][3]